# Boeberastrum litorale
Boeberastrum litorale là một loài thực vật có hoa trong họ Cúc. Loài này được (Brandegee) Rydb. mô tả khoa học đầu tiên năm 1915.